# Smarty
Smarty es un motor de plantillas para PHP, es decir, separa el código PHP, como lógica de negocios, del código HTML, como lógica de presentación, y genera contenidos web mediante la colocación de etiquetas Smarty en un documento. Se encuentra bajo la Licencia Pública General Reducida de GNU.
Es común que en grandes proyectos el rol de diseñador gráfico y el de programador sean cubiertos por personas distintas, sin embargo la programación en PHP tiene la tendencia de combinar estas dos labores en una persona y dentro del mismo código, lo que trae consigo grandes dificultades a la hora de cambiar alguna parte del diseño de la página, pues se tiene que escarbar entre los scripts para modificar la presentación del contenido, Smarty tiene como objetivo solucionar este problema.

## Características
- Expresiones regulares
- Bucles foreach, while
- Sentencias condicionales if, elseif, else
- Modificadores de variables (por ejemplo: {$variable|nl2br})
- Funciones creadas por el usuario
- Evaluación de expresiones matemáticas en la plantilla

## Críticas
Existen más sistemas de plantillas para PHP, pero éste parece ser el más avanzado y con más frecuencia de desarrollo. También hay detractores de estas técnicas que alegan que las mismas hacen en cierta medida un grado más complejo el desarrollo web, por la necesidad de aprender un (pseudo) lenguaje más.
Los detractores de esta idea se basan en el hecho de que, precisamente, el lenguaje PHP nació como un lenguaje rápido para hacer desarrollos web a pequeña escala. A medida van surgiendo sistemas de separación en capas que intentan disciplinar un poco las metodologías de programación envueltas en el desarrollo con PHP, pero que no hacen otra cosa que acercarse más y más a otras herramientas ya existentes en otros entornos de desarrollo más complejos y pensados desde sus orígenes para proyectos más grandes, como pueden ser J2EE (Java), .NET (C#) o Django (Python).

## Ejemplo
index.php
```
require_once
(
"smarty/Smarty.class.php"
);

// Instanciar la clase de Smarty

$smarty
 
=
 
new
 
Smarty
();

// Configurar Smarty

$smarty
->
template_dir
 
=
 
"./templates/"
;

$smarty
->
compile_dir
 
=
 
"./templates_c/"
;

$smarty
->
config_dir
 
=
 
"./configs/"
;

$smarty
->
cache_dir
 
=
 
"./cache/"
;

// Establecer variables que se usarán en la plantilla

$smarty
->
assign
(
"nombre"
,
 
"José Manuel Pardo Pérez"
);

$smarty
->
assign
(
"direccion"
,
 
"C/ Alpes, 992"
);

// Mostrar la plantilla

$smarty
->
display
(
"index.html"
);

```

index.html
```
<!DOCTYPE HTML PUBLIC "-//W3C//DTD HTML 4.01//EN" "http://www.w3.org/TR/html4/strict.dtd">

 
<
html
 
lang
=
"es"
>

   
<
head
>

     
<
title
>
Información del Usuario
</
title
>

   
</
head
>

   
<
body
>

     
<
p
>
Información del Usuario:
</
p
>

     
<
p
>

       Nombre: {$nombre}
<
br
 
/>

       Dirección: {$direccion}
     
</
p
>

   
</
body
>

 
</
html
>

```

Salida HTML generada
```
<!DOCTYPE HTML PUBLIC "-//W3C//DTD HTML 4.01//EN" "http://www.w3.org/TR/html4/strict.dtd">

 
<
html
 
lang
=
"es"
>

   
<
head
>

     
<
title
>
Información del Usuario
</
title
>

   
</
head
>

   
<
body
>

     
<
p
>
Información del Usuario:
</
p
>

     
<
p
>

       Nombre: José Manuel Pardo Pérez
<
br
 
/>

       Dirección: C/ Alpes, 992
     
</
p
>

   
</
body
>

 
</
html
>

```